# Танагра
Вижте пояснителната страница за други значения на Танагра.
Танагра (на гръцки: Τανάγρα) – древногръцки град в Беотия, Средна Гърция, център за производство на високохудожествена керамика. Намерени са много статуетки от печена глина (теракоти) от 4 – 3 век пр.н.е.
Населението на съвременното селище е 702 жители (според данни от 2011 г.).